# Miami County (Ohio)
Miami County ist ein County im US-Bundesstaat Ohio. Der Verwaltungssitz (County Seat) ist Troy.

## Geographie
Das County liegt im Westen von Ohio, ist etwa 45 km von der Grenze zu Indiana entfernt und hat eine Fläche von 1060 Quadratkilometern, wovon sechs Quadratkilometer Wasserfläche sind. Es grenzt im Uhrzeigersinn an folgende Countys: Shelby County, Champaign County, Clark County, Montgomery County und Darke County.

## Geschichte
Miami County wurde am 16. Januar 1807 aus Teilen des Montgomery County gebildet. Benannt wurde es entweder nach den Miami oder dem Great Miami River.
Im County liegt eine National Historic Landmark, die Eldean Covered Bridge. 44 Bauwerke und Stätten des Countys sind im National Register of Historic Places eingetragen (Stand 15. Mai 2018).

## Demografische Daten

Alterspyramide des Miami County

Nach der Volkszählung im Jahr 2000 lebten im Miami County 98.868 Menschen in 38.437 Haushalten und 27.943 Familien. Die Bevölkerungsdichte betrug 94 Einwohner pro Quadratkilometer. Ethnisch betrachtet setzte sich die Bevölkerung zusammen aus 95,78 Prozent Weißen, 1,95 Prozent Afroamerikanern, 0,19 Prozent amerikanischen Ureinwohnern, 0,79 Prozent Asiaten, 0,01 Prozent Bewohnern aus dem pazifischen Inselraum und 0,28 Prozent aus anderen ethnischen Gruppen; 1,00 Prozent stammten von zwei oder mehr Ethnien ab. 0,73 Prozent der Bevölkerung waren spanischer oder lateinamerikanischer Abstammung.
Von den 38.437 Haushalten hatten 33,3 Prozent Kinder und Jugendliche unter 18 Jahre, die bei ihnen lebten. 59,5 Prozent waren verheiratete, zusammenlebende Paare, 9,7 Prozent waren allein erziehende Mütter, 27,3 Prozent waren keine Familien, 23,2 Prozent waren Singlehaushalte und in 9,5 Prozent lebten Menschen im Alter von 65 Jahren oder darüber. Die Durchschnittshaushaltsgröße betrug 2,54 und die durchschnittliche Familiengröße lag bei 2,99 Personen.
Auf das gesamte County bezogen setzte sich die Bevölkerung zusammen aus 25,9 Prozent Einwohnern unter 18 Jahren, 7,6 Prozent zwischen 18 und 24 Jahren, 28,4 Prozent zwischen 25 und 44 Jahren, 24,8 Prozent zwischen 45 und 64 Jahren und 13,2 Prozent waren 65 Jahre alt oder darüber. Das Durchschnittsalter betrug 38 Jahre. Auf 100 weibliche Personen kamen 96,2 männliche Personen. Auf 100 Frauen im Alter von 18 Jahren oder darüber kamen statistisch 92,4 Männer.
Das jährliche Durchschnittseinkommen eines Haushalts betrug 44.109 USD, das Durchschnittseinkommen der Familien betrug 51.169 USD. Männer hatten ein Durchschnittseinkommen von 37.357 USD, Frauen 25.493 USD. Das Prokopfeinkommen betrug 21.669 USD. 5,1 Prozent der Familien und 6,7 Prozent der Bevölkerung lebten unterhalb der Armutsgrenze. Davon waren 9,1 Prozent Kinder oder Jugendliche unter 18 Jahre und 5,6 Prozent waren Menschen über 65 Jahre.

## Gemeinden
- Bethel
- Brown
- Concord
- Elizabeth
- Lostcreek
- Monroe
- Newberry
- Newton
- Springcreek
- Staunton
- Union
- Washington